# Fissurellidea
Fissurellidea is een geslacht van weekdieren uit de klasse van de Gastropoda (slakken).

## Soorten
- Fissurellidea bimaculata Dall, 1871
- Fissurellidea megatrema (d'Orbigny, 1841)
- Fissurellidea patagonica (Strebel, 1907)